# Daniel Gotthilf Moldenhawer
Daniel Gotthilf Moldenhawer (født 11. december 1753 i Königsberg, død 21. november 1823 i København) var bibliotekar og teolog.

## Uddannelse og udnævnelser
Hans far, Johann Heinrich Daniel Moldenhawer, var teologisk professor ved det daværende universitet i Königsberg (siden blev han domprovst i Hamborg og døde der 1790). I sin fødeby havde han en tid Herder til lærer. Moldenhawer studerede fra 1773 i Göttingen, især under den berømte filolog Heyne, og delte sig i de år mellem filologi og teologi. Hans første ansættelse var, ligeledes i Göttingen, som repetent ved det teologiske fakultet (1776); men allerede 1777 kom han i dansk tjeneste, i det han udnævntes til ekstraordinær filosofisk professor ved universitetet i Kiel, navnlig for at læse over orientalske sprog, samt til adjunkt i det teologiske fakultet. Næste år blev han ekstraordinær teologisk professor, 1779 ordinær, 1782 dr. theol.
Moldenhawer foretog en lang videnskabelig rejsemed statsunderstøttelse 1782-84 i Frankrig, England, Holland, Italien og Spanien. Han besøgte i sommeren 1782 sit gamle universitet i Göttingen, og her blev han, under indflydelse af venner og kollegaerne Johann Benjamin Koppe og Ludwig Timotheus Spittler optaget i den hemmelige Illuminati-orden. Moldenhawer tog det orientalsk inspirerede ordensnavn "Gudipherli". Han fik under sin rejse i 1783 udnævnelse som professor i teologi ved Københavns Universitet.
Efter at han endnu en gang havde gjort en rejse i Spanien i årene 1786-87, til dels med et politisk hverv, ansattes han 1788 som overbibliotekar ved Det Kongelige Bibliotek, i det han tillige beholdt sin professorpost indtil 1805. Desuden blev han 1790 medlem af kommissionen for universitetet og de lærde skoler, 1805 medlem af den nyoprettede direktion for disse institutioner indtil 1817, 1800 direktør for det nye pædagogiske seminarium (der snart gik ind) og 1811 medlem af kommissionen for det norske universitets anlæg. Af Videnskabernes Selskab blev han medlem i 1789; 1804 fik han etatsråds rang, 1805 udnævntes han til virkelig etatsråd og 1811 til konferensråd. Overbibliotekar vedblev han at være til sin død.
Moldenhawer ægtede 1787 Margrethe Christine Eitzen (1766 – 1823). Ved sine mange embeder samlede han sig en anselig formue, førte et selskabeligt hus og havde et smukt landsted på Strandvejen. Han omtales for øvrigt som en ikke videre sympatisk personlighed, blandt andet temmelig opblæst og fornemladende. At tale dansk fik han aldrig ordentlig lært. Men som bibliotekar var Moldenhawer en ganske ualmindelig kapacitet, og de 35 år, i hvilke han styrede landets første bogsamling, var vel nok det betydningsfuldeste tidsrum i dens historie. Hans biograf Ada Adler har senere fremsat den påstand at en stor del af de sjældne håndskrifter og bøger, som han anskaffede til bibliotekets og sin egen samling, var resultatet af simpelt tyveri fra de utallige biblioteker og samlinger han besøgte rundt omkring i Europa på sine rejser.

## Moldenhawer som bibliotekar

### Bogindkøb
Moldenhawer var i besiddelse af betydelig og mangesidig lærdom, navnlig en fortræffelig latiner, havde verdenskundskab, hurtig opfattelsesevne og klart overblik, en udmærket hukommelse og en stor arbejdsdygtighed. bibliofil var han egentlig ikke, hvor stor en bogkender han end var, og palæotyper, pragtudgaver og lignende interesserede ham ikke synderlig, ligesom han ikke holdt af at ofre meget på indbinding. Hans hovedinteresse var den praktiske at forsyne biblioteket i alle retninger med nyere videnskabelig litteratur, så at det ret kunne komme studierne til gavn; han traf fordelagtige arrangementer med boghandlere i Danmark og udlandet, søgte bistand hos rejsende videnskabsmænd, når det lod sig gøre, og næsten til sin sidste dag sørgede han personlig med overordentlig omhu for anskaffelsen af tysk litteratur.
Desuden forsømte han ingenlunde de indenlandske auktioner, af hvilke der ved et lykkeligt træf faldt en mængde under hans bestyrelsestid. På auktionen over de trykte bøger i det Thottske Bibliotek købtes over 50000 bind for 10000 rigsdaler Det andet store køb under Moldenhawers bestyrelse var af Peter Friderich Suhms bogsamling i 1796; Moldenhawer fik det ordnet således, at betalingen blev i form af en livrente til Suhm og hustru, og heldet føjede det således, at begge døde kort efter købets afslutning. Af de mange andre store auktionsindkøb og gaver, hvormed biblioteket berigedes i denne mærkelige periode, skulle her nævnes de vigtigste: Købene på Bolle Willum Luxdorphs og Kofod Anchers auktioner, det af det Müllerske Pinakothek 1797 (mod en årlig livrente til samlerens datter), det af det grevelig Bernstorffske Bibliothek 1803 og af den Kallske manuskriptsamling 1822; 1803 skænkedes den Uldallske manuskriptsamling til biblioteket, og en endnu kosteligere skat kom det til at eje ved foræringen af den Hielmstierne-Rosencroneske samling af ældre dansk litteratur, der i følge en kongelige resolution af 1807 opstilledes som en særskilt afdeling.
Ved alle disse forøgelser voksede Det Kongelige Bibliotek under Moldenhawer til 300000 bind (anden kilde siger 250000), det tredobbelte af den størrelse, som det havde ved hans embedstiltrædelse. Til at bestride udgifterne ved de storartede Indkøb behøvedes et større årligt fond end, hvad biblioteket hidtil havde kunnet råde over, og trods de i finansiel henseende vanskelige tider for landet fik Moldenhawer sat igennem, at det forøgedes betydelig. Moldenhawer havde en god støtte i de bibliotekschefer, under hvem han virkede, nemlig Cai Reventlow, A.P. Bernstorff og især hertug Frederik Christian af Augustenborg, med hvem han også virkede sammen i universitetsdirektionen, og hos hvem han havde megen indflydelse.

### Det Kongelige Biblioteks åbning for offentligheden
En foranstaltning af vidtrækkende betydning, der skete i Moldenhawers bibliotekartid, var Det Kongelige Biblioteks åbning til offentlig benyttelse. Bestemmelsen desangående er dateret 15. november 1793; de reglementariske bestemmelser fra samme år må siges at imødekomme tidens krav og det dalevende publikums tarv, og Moldenhawer viste altid en priselig liberalitet så vel over for danske som over for fremmede lærde, så at biblioteket snart benyttedes i høj grad, både dets udlån og dets læsesal.

### Nykatalogisering
En anden vigtig sag, der allerede bragtes på bane i den instruks, som udstedtes for Moldenhawer ved hans ansættelse, var tilvejebringelsen af fuldstændige kataloger, så vel en systematisk som en alfabetisk. Her indlagde Moldenhawer sig atter megen fortjeneste. Til dels på grundlag af det i Göttingen anvendte bibliografiske system udkastede han en ypperlig plan til bibliotekets opstilling og katalogisering. Da Moldenhawer døde, var omtrent halvdelen af bibliotekets udenlandske afdeling færdig katalogiseret, medens man 1788 ikke havde haft nogen anden systematisk katalog, der duede, end Erichsens over den gamle kongelige manuskriptsamling.

## Moldenhawer som forfatter
Foruden sit administrationstalent besad Moldenhawer et ikke ringe forfattertalent. Dette fik han imidlertid kun liden lejlighed til at udøve. Han havde fra sine rejser hjembragt talrige excerpter og samlinger, omfattende politisk historie, kirke- og litteraturhistorie, teologi og østerlandsk filologi, men han kom ikke til at bearbejde meget deraf. Dels var han næsten bestandig stærkt optagen af sin embedsvirksomhed, især biblioteksarbejdet, der var hans kæreste syssel, dels var han i sine sidste leveår temmelig affældig, dels anvendte han megen tid og omhu på udarbejdelsen af sine få skrifter.
Hans latinske tale over A.P. Bernstorff i 1798 udmærkede sig ved sådanne formelle fortrin, at den betegnedes som "næsten klassisk". I det skandinaviske litteraturselskabs skrifter 1806 og 1808 meddelte han 2 afhandlinger om Hannibal Sehesteds første ambassade i Frankrig, sammesteds offentliggjorde han en mindre afhandling om bogcensurens oprindelse. Moldenhawer som teolog vil blive omtalt nedenfor. I 1809 forelagde han planen til et stort udgiverarbejde, der stod i forbindelse med Det Kongelige Biblioteks håndskriftsamlinger, et Musæum i lighed med de parisiske Notices et extraits des manuscrits de la bibliothèque du roi. Der nedsattes en redaktionskomité, hvori blandt andet Moldenhawer fik sæde, med hertugen af Augustenborg som præses.
Blandt de påtænkte kildestudier og uddrag var også adskillige vedrørende Spaniens historie, som altid var genstand for Moldenhawers specielle interesse. Men der blev ikke noget af det hele, hvorfor navnlig landets hårde vilkår i krigsårene bare skylden. Nogle af de videnskabelige arbejder, hvis ønskelighed Moldenhawer den gang påpegede, var senere udførte ved andre, således udgivelsen af Christian 4.’s breve og benyttelsen af bibliotekets kilder til Frederik 3.’s historie.

## Moldenhawer som teolog
I 1780, 3 år efter sin ansættelse i Kiel, begyndte D.G. Moldenhawer sin teologiske forfattervirksomhed med udgivelsen af en tysk, metrisk oversættelse af Jobs Bog, der viser, at han ikke alene i sin barndom havde gået i skole hos Herder. På udenlandsrejsen 1782-84 fandt han i Abbediet St. Germain des Prés i Paris akterne i den store proces mod tempelherrerne, som førte til ordenens opløsning. Ved at udgive disse i tysk oversættelse, Process gegen den Orden der Tempelherren i 1792, indledede Moldenhawer et omslag i den ældre betragtning, som havde fæstet æsten ubetinget lid til anklagerne mod den mægtige orden. Andre frugter af denne og en senere rejse til Spanien (1786-87) var et par afhandlinger om inkvisitionens oprindelse og om de spanske jøder  samt forskellige kollationer af evangelie- og Septuaginta-håndskrifter, der kom videnskaben til gode, de første gennem Andreas Birch, de sidste gennem englænderen Holmes.
Straks efter sin hjemkomst 1784 tiltrådte Moldenhawer embedet som teologisk professor i København. I begyndelsen kunne han ikke tale dansk, og han lærte aldrig til fulde dette sprog, hvorfor han stadig holdt sine forelæsninger på latin. Men Ciceros modersmål blev på hans læber et levende sprog, og de samtidige var fulde af beundring over hans henrivende veltalenhed på det fremmede mål; "næppe har nogen hørt dens Lige", skrev P.E. Müller ved hans død.
Hans forelæsninger drejede sig om dogmatik, moral, fortolkning af det gamle og det nye testamente. De sidste var især højt skattede på grund af foredragets friskhed og klarhed, men dybere ånder som Mynster satte ikke stor pris på Moldenhawer som docent. "Han meddelte intet", skriver han, "uden hvad man lige så godt kunne finde i de bekendteste håndbøger og Kommentarer." Heller ikke H.N. Clausen havde meget tilovers for Moldenhawer. Det stod for ham som en slående modsætning til den danske jævnhed hos Friedrich Münter, "naar Tyskeren Moldenwaher fór prustende frem med det oppustede ansigt og det kolossale kalvekrøs; den kalkunske Hane påtrængte sig tidlig som træffende Billede. Ved Universitetet, i forelæsninger og ved Examina kom Latinen ham til Hjælp; det danske Mål har han kun i yderste Nød og i vanskabt Form ført over sine Læber". Moldenhawer var i det hele mere filolog end teolog, og i teologien repræsenterede han en rationel supranaturalisme og en stærkt afbleget kristendom, der hverken tiltalte den gamle eller den nye skole.